# Хосе Марія Рівас
Хосе Марія Рівас (ісп. José María Rivas, 12 травня 1958, Сан-Сальвадор — 9 січня 2016) — сальвадорський футболіст, що грав на позиції нападника.
Виступав, зокрема, за «Атлетіко Марте», а також національну збірну Сальвадору.

## Клубна кар'єра
У дорослому футболі дебютував 1976 року виступами за команду «Індепендьєнте Сан-Вісенте», в якій провів высім сезонів.
Своєю грою за цю команду привернув увагу представників тренерського штабу клубу «Атлетіко Марте», до складу якого приєднався 1984 року. Виступав за команду із Сан-Сальвадора з невеликою перервою на ігри в Белізі до 1992 року, вигравши чемпіонат Сальвадору в 1985 році, цього ж року він також виграв нагороду найкращого бомбардира турніру.
1991 року уклав контракт з клубом «Сан Педро Дольпінс», у складі якого провів наступні жодного років своєї кар'єри гравця.
Протягом 1992 року Рівас недовго захищав кольори клубу «Кохутепеке», а завершив кар'єру футболіста виступами за команду «Уракан Атіквісая» у 1993 році.

## Виступи за збірну
1980 року дебютував в офіційних матчах у складі національної збірної Сальвадору.
У складі збірної був учасником чемпіонату світу 1982 року в Іспанії, де зіграв у всіх трьох матчах — проти Угорщини (1:10), Бельгії (0:1) та Аргентини (0:2), а команда встановила антирекорд чемпіонатів світу.
Загалом протягом кар'єри у національній команді провів у її формі 47 матчів і забив 19 голів.

## Подальше життя
Під час своєї ігрової кар'єри він здобув медичний диплом і по завершенні кар'єри був частиною медичного персоналу національної збірної Сальвадору. У червні 2011 року стало відомо, що Рівас серйозно хворий і потребує операції на кістковому мозку, для чого на лікування колишнього гравця були зібрані пожертви. Тим не менш Рівас помер від лейкемії 9 січня 2016 року у віці 57 років.

## Досягнення
- Чемпіон Сальвадору (1): 1985
- Срібний призер Чемпіонату націй КОНКАКАФ: 1981